# James P. Sterba
James P. Sterba es un filósofo estadounidense especializado en ética, filosofía política y filosofía de la religión.

## Biografía
Sterba es profesor de Filosofía en la Universidad de Notre Dame  Es expresidente de la American Philosophical Association y de la Sociedad Norteamericana de Filosofía Social Es autor de 35 libros.
Es un «ardiente defensor del feminismo» y del ateísmo. Su libro de 2019, Is a Good God Logically Possible? (¿Es lógicamente posible un Dios bueno?), trata sobre el problema del mal Sterba ha argumentado que el Dios del teísmo clásico (omnipotente, omnibenevolente y omniscinte) es lógicamente incompatible con mal moral significativo, por lo tanto, no existe tal Dios. Para Sterba, todas las teodiceas en defensa del problema violan lo que denominó el «Principio Paulino» (Romanos 3:8).

## Vida personal
Está casado con Janet Kourany, quien también es profesora de filosofía en Notre Dame.

## Publicaciones (selección)
- The Demands of Justice (University of Notre Dame Press, 1980)[8]
- Justice for Here and Now (Cambridge University Press, 1998)[9][10]
- Three Challenges to Ethics: Environmentalism, Feminism, and Multiculturalism (Oxford University Press, 2000)[11]
- Terrorism and International Justice (Oxford University Press, 2003)
- The Triumph of Practice Over Theory in Ethics (Oxford University Press, 2005)
- Does Feminism Discriminate Against Men?: A Debate (con Warren Farrell y Steven Svoboda) (Oxford University Press, 2007)
- From Rationality to Equality (Oxford University Press, 2013)[12][13]
- The Pursuit of Justice: A Personal Philosophical History (Rowman & Littlefield Publishers, 2014)
- Affirmative Action for the Future (Cornell University Press, 2009)[14]
- Is a Good God Logically Possible? (Palgrave Macmillan, 2019)
- What is Ethics? (Wiley, 2019)